# Petite Gavacherie
Pour les articles homonymes, voir Gavacherie.
La petite Gavacherie ou Gavacherie de Monségur était une ancienne aire linguistique située dans la vallée du Drot autour du bourg de Monségur dans le sud-est de l'Entre-deux-Mers et du département de la Gironde, en région Nouvelle-Aquitaine. Il s'agissait d'une enclave, dans une région de tradition gasconne, peuplée à partir du XVe siècle par des colons au parler saintongeais, appelés localement « gavaches » ou « marots ». Elle a disparu dans la seconde moitié du  XXe siècle sous l'influence du gascon puis du français.

## Localisation

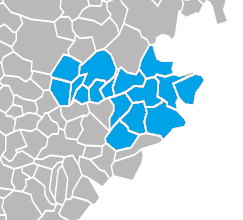
Communes de la petite Gavacherie dans sa portion du département de la Gironde.

Bénédicte et Jean-Jacques Fénié citent seize communes utilisant la langue saintongeaise : Castelmoron-d'Albret, Cours-de-Monségur, Coutures, Dieulivol, Fossès-et-Baleyssac, Le Puy, Mesterrieux, Neuffons, Rimons, Saint-Martin-de-Lerm, Saint-Martin-du-Puy, Saint-Michel-de-Lapujade, Saint-Sulpice-de-Guilleragues, Saint-Vivien-de-Monségur, Sainte-Gemme et Taillecavat, autour du bourg de Monségur, et Saint-Géraud, en pays de Duras, identifiées, en 1895, dans son Recueil des idiomes de la région gasconne par Édouard Bourciez, comme formant le cœur de la petite Gavacherie.

## Étymologie
L'origine du nom de la région, « petite Gavacherie » ou « Gavacherie de Monségur », est identique à celle du « pays Gabay » ou « grande Gavacherie », le terme « gavache » désignant, selon le Dictionnaire occitan-français d'après les parlers languedociens de Louis Alibert, « le langage étranger, le patois » dans un sens péjoratif. Cependant, pour les colons de langue saintongeaise de la vallée du Dropt en Entre-deux-Mers, le patois est le gascon des autochtones, les immigrés se désignant eux-mêmes sous le vocable de « marot » ou « marotin ».

## Histoire
Une première vague d'immigration de populations originaires de la Saintonge est organisée pour pourvoir au repeuplement des terres des seigneuries locales, comme celles de l'Abbaye de Saint-Ferme, manquant de bras à la suite de la peste qui a dévasté la région au XVe siècle.